# Paul Koffi Koffi
Paul Koffi Koffi, né le 26 janvier 1957 à M'bahiakro en Côte d’Ivoire, est un écrivain et homme politique ivoirien. Il occupe plusieurs postes ministériels au sein du gouvernement de la République de Côte d’Ivoire entre 2011 et 2017.

## Biographie

### Origine et formation
Paul Koffi Koffi nait le 26 janvier 1957 à M’Bahiakro,. Il obtient son baccalauréat série C en 1977 au Lycée Classique et moderne de Bouaké. Il poursuit ses études supérieures à l’Ecole nationale supérieure de statistique et d’Economie appliquée (ENSEA) d’Abidjan, où il décroche un diplôme d’Ingénieur des travaux statistiques-option Démographie en 1980. Toujours à l’ENSEA, Paul Koffi Koffi obtient trois années après (en 1983) un diplôme d’Ingénieur statisticien économiste. Par la suite, il fait un Certificat de Planification de Population et du Développement en 1985, au Research Triangle Institute (RTI) à Washington ; puis une formation en Programmation économique et financière en 1998, à l’Institut du Fonds monétaire internationaI (FMI) situé également à Washington. Entre 2003 et 2004, il part en France, puis aux États-Unis où il se fait titulaire d’un International Executive Master of Business Administration (MBA) de l’International School of Management (ISM) de Paris et de l’Université St John de New York,.  En 2019, Paul Koffi Koffi soutient sa thèse de doctorat unique en Économie sur l’ « Employabilité des diplômés du secteur Education-Formation en Côte d’Ivoire » à l’Université Alassane Ouattara,,.

### Expérience professionnelle
Paul Koffi Koffi commence sa carrière professionnelle en 1983 en tant qu’Ingénieur chargé d’Etudes à la Direction de l’emploi du ministère du Travail de Côte d’Ivoire. Au sein dudit ministère et de la même Direction, il est nommé Sous-Directeur de la Planification des Ressources Humaines et de la Programmation en 1984. Une année plus tard (en 1985), il est promu au poste de Directeur de l’Emploi au Ministère du Travail pour une durée de quatre ans. Entre Octobre 1989 et décembre 1994, Paul Koffi Koffi est Conseiller technique principal du Bureau International du Travail (BIT/FNUAP) en planification de la population et du développement à Conakry (Guinée). Il part en janvier 1995 - pour deux ans -  à Antananarivo (Madagascar), pour occuper le même poste qu’il a occupé précédemment en Guinée. Il revient en Côte d’Ivoire en 1998 et devient Directeur de Cabinet adjoint du Ministre de l’économie et des finances. Plus tard, Paul Koffi Koffi est nommé d’abord Conseiller économique du Premier ministre ivoirien entre 2000 et 2003; ensuite Conseiller spécial du Premier ministre chargé des questions économiques et financières et des stratégies de réduction de la pauvreté de 2003 à 2007; puis enfin Directeur de Cabinet adjoint du Premier ministre chargé des programmes de sortie de crise de 2007 à 2011. En parallèle, Paul Koffi Koffi enseigne l’économie dans plusieurs universités et établissements d’enseignement supérieur en Côte d’Ivoire comme l’Ecole nationale d’Administration et l’ENSEA. 

### Fonctions politiques
Paul Koffi Koffi intègre le gouvernement de Côte d’Ivoire le 1er juin 2011 en qualité de Ministre délégué auprès du Premier ministre, ministre de la défense, Guillaume Soro,. Il est ensuite nommé dans le gouvernement de Jeannot Ahoussou-Kouadio, Ministre auprès du Président de la République Alassane Ouattara, chargé de la Défense. A l’arrivée de Daniel Kablan Duncan à la tête du gouvernement ivoirien en novembre 2012, Paul Koffi Koffi demeure à son poste (Ministre auprès du Président de la République chargé de la Défense) avant d’être nommé en janvier 2016 Ministre de l’Enseignement Technique et de la formation professionnelle,. Il est remercié dans ses fonctions ministérielles en janvier 2017, puis intègre quelques mois plus tard la Commission de l’Union économique et monétaire ouest-africaine (UEMOA) en tant que Commissaire de l’UEMOA chargé de l’administration territoriale, des infrastructures et des transports,,. 

## Publications
- 2024 : UEMOA : Bilan de 30 ans d’intégration économique, L’Harmattan, 508p. , (ISBN : 978-2-336-46028-4)[14],[15]
- 2023 : Théories du management et théories politiques au service de la gouvernance publique, L’Harmattan, 264p. , (ISBN : 978-2-14-035146-4)[15]
- 2022 : Situation et Politique de l’emploi en Côte d’Ivoire (1980-1990), L’Harmattan, 294p. , (ISBN : 978-2-14-029469-3)[15]
- 2021 : Le Monde, l’Afrique et la Côte d’Ivoire d’hier à l’horizon 2040, L’Harmattan, 500p. , (ISBN : 978-2-343-23008-5)[15]
- 2021 : Employabilité des diplômés du secteur éducation-formation en Côte d’Ivoire, L’Harmattan, 242p. , (ISBN : 978-2-343-22183-0)[15]
- 2010 : Houphouët et les mutations politiques en Côte d’Ivoire 1980-1993, L’Harmattan, 176p. , (ISBN : 978-2-296-11868-3)[15]
- 2008 : Le défi du développement en Côte d’Ivoire, L’Harmattan, 294p. , (ISBN : 978-2-296-05603-9)[15]

## Distinctions
- 1986 : Chevalier du mérite de la jeunesse et des sports dans le cadre de l’année internationale de la jeunesse en 1985[1]
- 2003 : Chevalier du Mérite ivoirien pour service méritoire auprès du Premier ministre comme Conseiller économique pour la reprise de la Coopération financière internationale dès 2001[1]